# Enrique Guijo
Enrique Guijo Navarro (Córdoba, 1 de abril de 1871 — Madrid, 1945) fue un pintor y ceramista español. Participó con el institucionista Francisco Alcántara en la puesta en marcha de la Escuela de Cerámica y colaboró con Daniel Zuloaga y Juan Ruiz de Luna en diversas obras ejemplares de la historia de la azulejería urbana en Madrid.

## Biografía
Nacido en Córdoba, Enrique fue hijo de Antonia Navarro Sigüenza y Mariano Guijo Pérez, carpintero de profesión. Muerto su padre, se trasladó aun niño a Sevilla, donde, tras pasar por el estudio de escenografía de Antonio Matarredonda, ingresó en los alfares sevillanos de los Mensaque. Decepcionado por el hecho de que en la vetusta fábrica le ocultasen "los secretos del arte cerámica", se mudó al alfar trianero de Manuel Rodríguez, artesano generoso con quien Guijo hizo sus primeros trincheros, platos decorativos y demás cacharrería mezclando estilos renacimiento y barroco. También hizo allí sus primeras obras de azulejería para los zócalos del patio y escalera de la casa de Emilio Marcot. De ese periodo trianero inicial es un escudo de azulejos, de ocho metros de altura, para la fachada del Ayuntamiento de Nerva (Huelva).
Acompañado de su esposa y su hija recién nacida, viajó Guijo a Madrid en 1898, instalándose en la Travesía de la Parada, n.º 7. Pronto comienza a hacer trabajos de pintor decorador con Francisco Álvarez Osorio, Ignacio Calvo y Narciso Sentenach, con los que llegó a montar un pequeño horno.

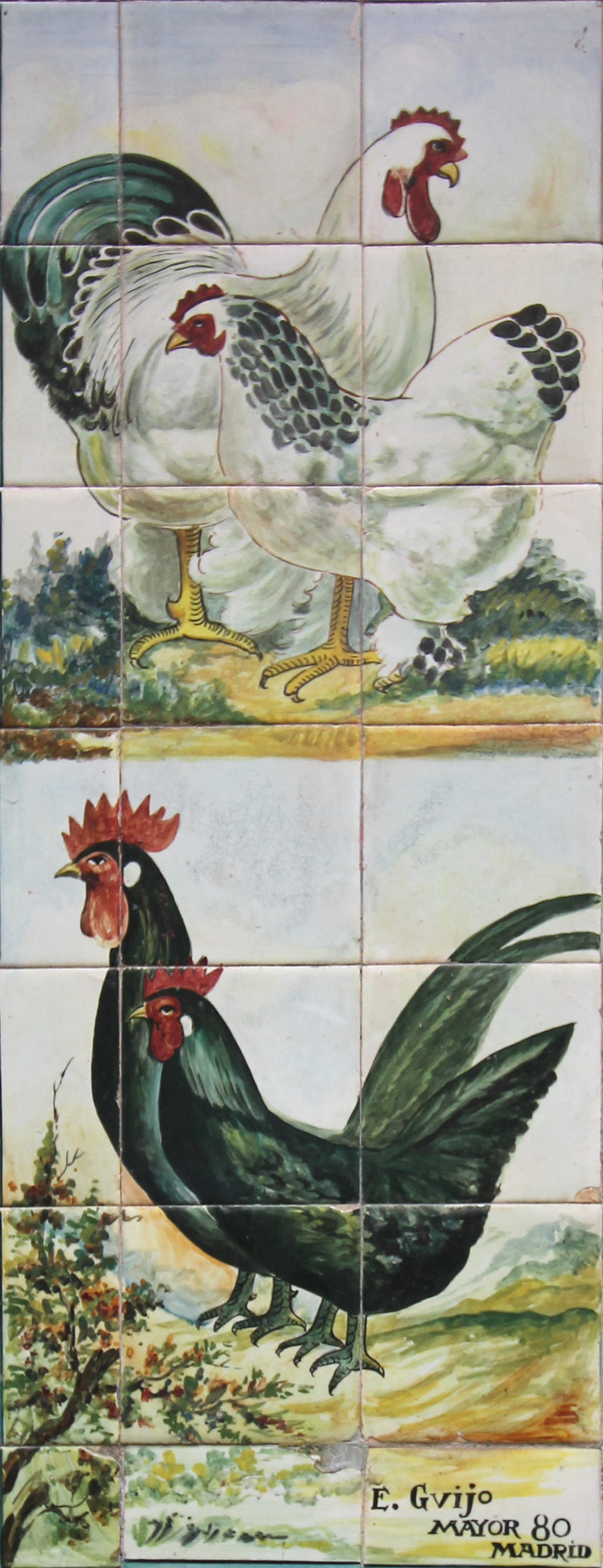
Detalle de la decoración de la portada de una antigua huevería en la calle San Vicente Ferrer, 28 (Madrid).

A lo largo de sus años en Madrid, frecuente animador de las tertulias del café Granja El Henar, el Café Comercial, o el Café Español donde probablemente conoció al dramaturgo Manuel Machado, Guijó se relacionaría con personajes como el ceramófilo y farmacéutico Platón Páramo o el pedagogo y crítico Francisco Alcántara, con quien llegaría a trabajar en la creación de una escuela de cerámica y alfarería de la que luego fue profesor. Al parecer, fue Alcántara el que le presentó en 1910 a otro colaborador en el proyecto, el ceramista Daniel Zuloaga, que había dejado Madrid en 1893 para instalarse en Segovia. Antes, en julio de 1907 y también por consejo de Alcántara, Guijo viajó a Talavera de la Reina, en Toledo, donde se asoció primero con Emilio Niveiro y luego con Juan Ruiz de Luna, con quien llegó a asociarse en 1908 para montar la fábrica talaverana de la Virgen del Prado, de la que más tarde sería director en Madrid de su sucursal en el taller y tienda de la calle Mayor. En esos años desempeña su cátedra en la recién creada Escuela de Cerámica hasta que coincidiendo con los primeros días de la dictadura de Primo de Rivera, quedó cesante por haber faltado algunos días a clase. Tras la disolución de la sociedad con Ruiz de Luna en 1917, Guijo continuó durante unos años en el local de la calle Mayor y en 1920 montó fábrica propia en Carabanchel, en la que trabajaron su hija (Enriqueta Guijo Ternero, que luego sería, como él, profesora de la Escuela de Cerámica), su sobrino Joaquín Bustillo ("dibujante y acuarelista de talento" según Aniceto García Villar), y un aprendiz de lujo, Alfonso Romero Mesa.
En el medio institucional, Guijo fue nombrado en 1926 conservador del Museo Municipal de Madrid, al que el ceramista había donado su colección de cerámica y que fue la base de la sección de este museo dedicada a la producción alfarera. El cargo llevaba aparejada la residencia en un piso de la calle Fuencarral, 86, en el edificio del Antiguo Hospicio. Durante casi todo su periodo de permanencia en el cargo, fue director del Museo Manuel Machado. De este periodo son sus colaboraciones con Ruiz de Luna y el arquitecto Luis Bellido en la ampliación de la Casa de la Villa de Madrid, en el salón de subastas de la Casa de Cisneros y en la escalera y salones de la Hemeroteca Municipal de Madrid.
Durante la guerra civil española Guijo permaneció en el Museo; en 1943 solicitó la jubilación que no se le concedería hasta un año después (por imposibilidad física). Murió un año después, casi ciego y olvidado por todos.

## Obra
Enrique Guijo, espíritu del Renacimiento, inquieto de todo arte, sin abandonar la cerámica ni apartarse por completo del terrible y fascinador “nido de víboras”, que es el horno donde cuajan los esmaltes, extendió su actividad a otras manifestaciones de las artes aplicadas y suntuarias: la decoración arquitectónica, el mobiliario, la talla, la herrería artística...
Manuel Machado ( La Esfera, 26 junio 1920).

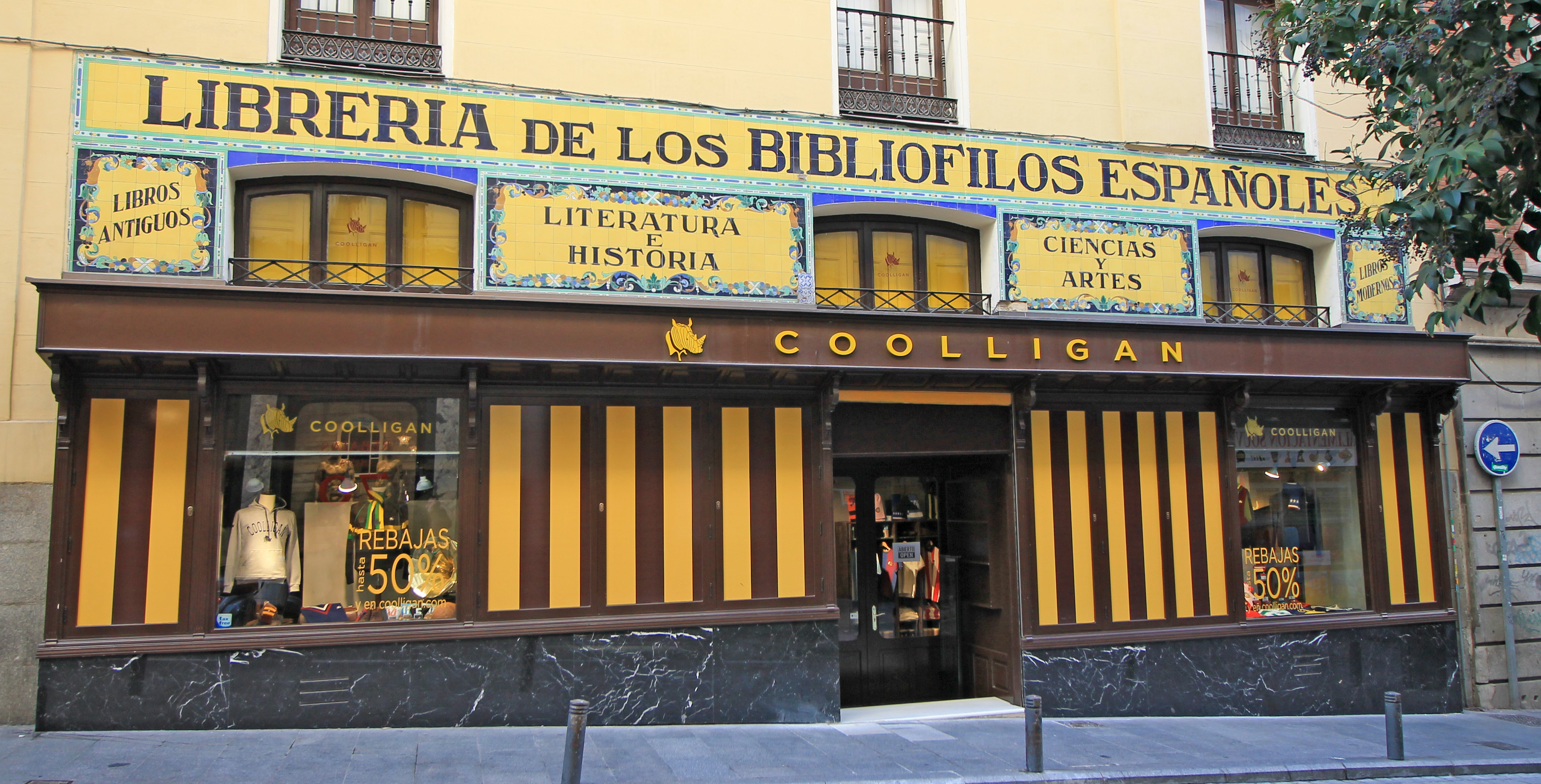
Fachada de la librería en la travesía del Arenal.

De entre el amplio catálogo de la obra de Guijo, podrían seleccionase quizá: los títulos, adornos y zócalos del Matadero y Mercado Municipal de Ganados de Madrid; en los rótulos y paneles de la Librería de los Bibliófilos Españoles en la Travesía del Arenal, elaborados a la cuerda seca en un estilo renacentista y una estética culta; en la Casa de Cisneros -junto con Ruiz de Luna-; y en algunos ejemplos mayores del uso publicitario del azulejo en el comercio madrileño, como los paneles costumbristas de la casa de comidas "La Mina de Oro", en el número 58 de la avenida de la Ciudad de Barcelona (desaparecido), los de Laboratorios Juanse en la calle de San Andrés, o su amplia participación en el bar Los Gabrieles, «Capilla Sixtina» del azulejo madrileño, su mejor trabajo junto a Romero Mesa, entre 1917 y 1930.
Como dibujante, su trabajo más destacado fue quizá la restauración en 1914 de los azulejos de la Casa de la Panadería y de las deterioradas pinturas de la fachada, arreglo que en 1992 se sustituyó por las realizada por Carlos Franco.

Selección de trabajos
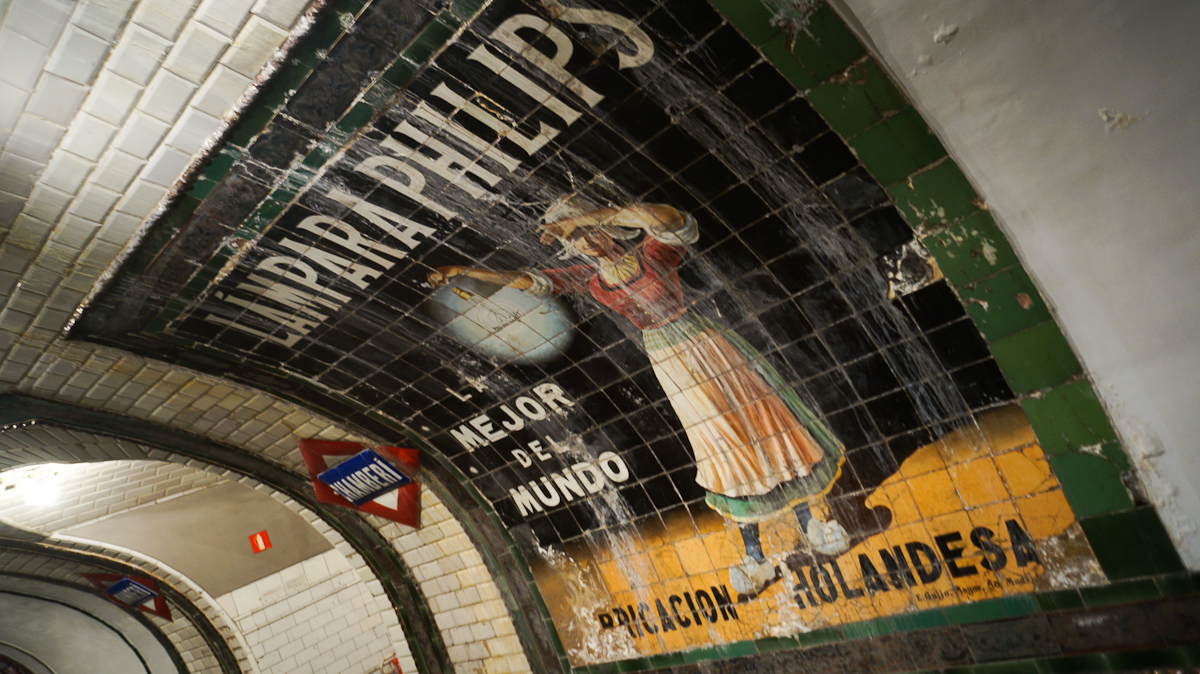
Panel publicitario en la estación de Chamberí, Museo del Metro de Madrid.
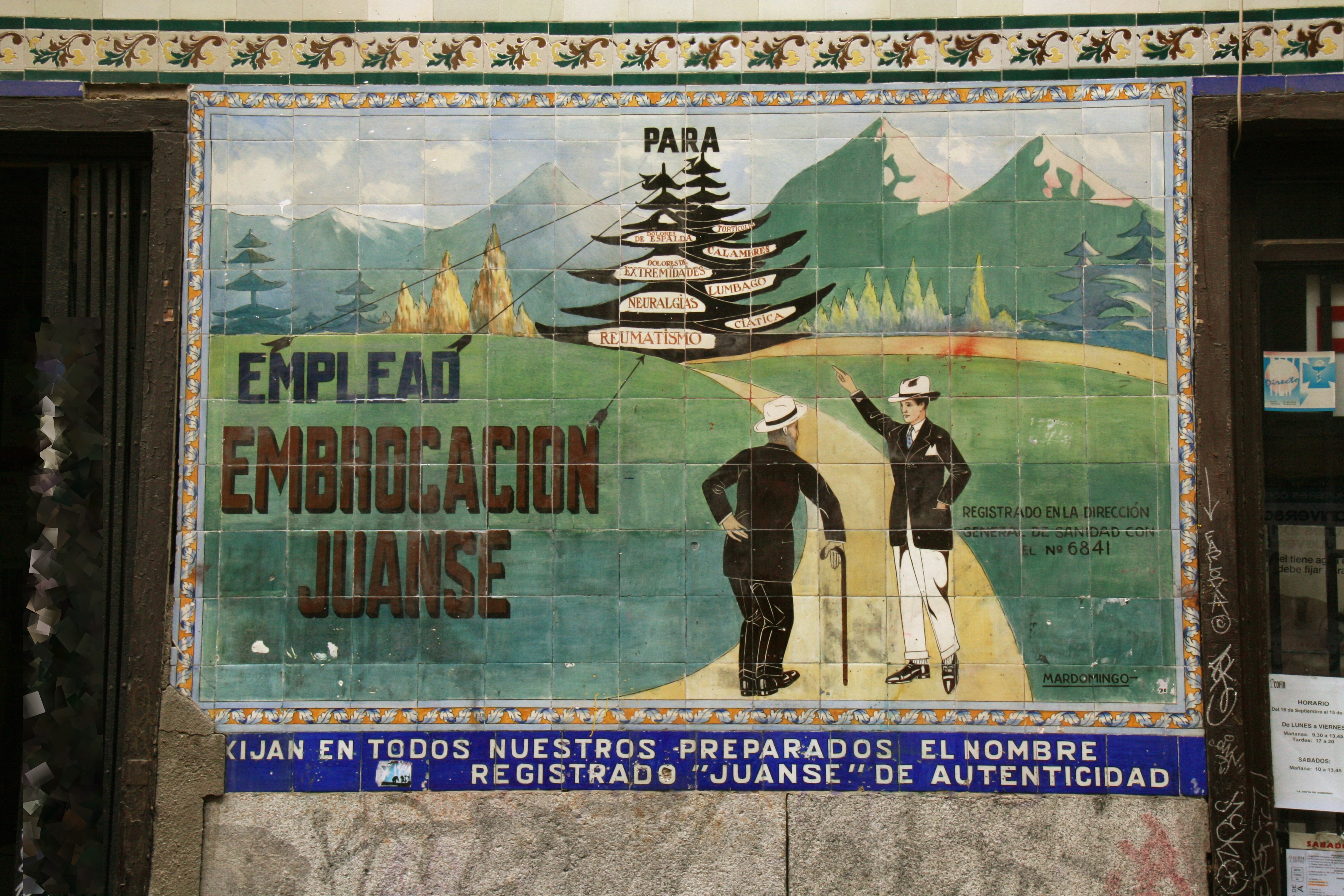
Orlas, marcos y cenefas de cuerda seca en la Farmacia Juanse (Madrid).
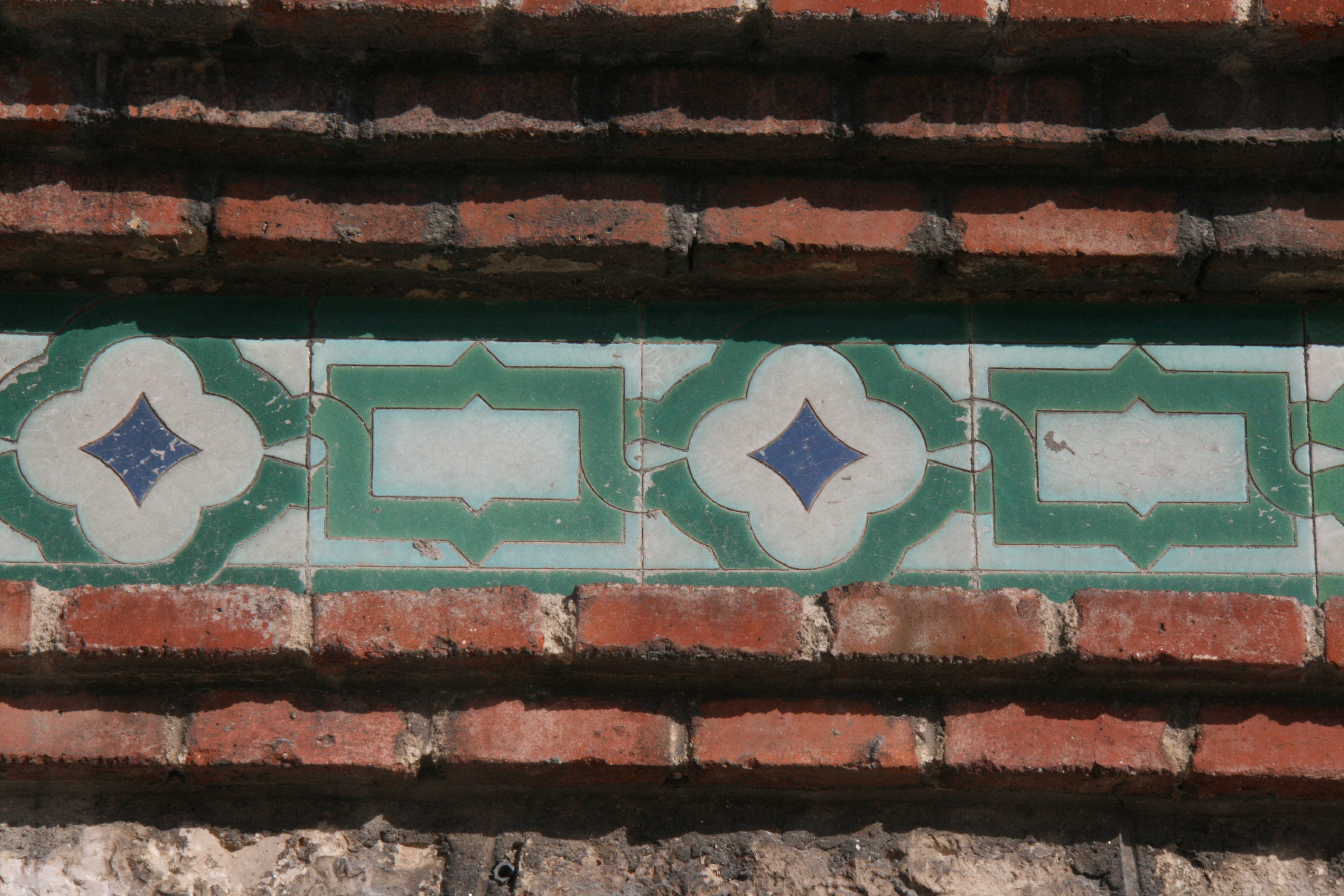
Zócalos de lacería de cuerda seca en los edificios del Matadero y Mercado Municipal de Ganados.

Otros ejemplos de la obra de Guijo en Madrid se encuentran en las calles Altamirano, 10; Princesa, 57; Piamonte, 10; y diversos establecimientos con obra de azulejo clásico como la vaquería "La Tierruca" (en Monte Igueldo, 103), "La Andaluza" (en Muñoz Grandes, 2; desaparecido), la frutería de Espíritu Santo, 40, o la antigua huevería de San Vicente Ferrer, 28 (junto a la farmacia Juanse). Otro excelente trabajo —ya irrecuperable— fueron los frontones dorados de la antigua estación de metro de la Red de San Luis.
También con Ruiz de Luna trabajó en la decoración de las nuevas viviendas-taller que los pintores Mariano Benlliure y Joaquín Sorolla, se hicieron construir en Madrid, compartiendo con la azulejería tradicional trianera los diseños y realización talaveranos.
Guijo representa la edad de oro de la azulejería en el comercio urbano madrileño junto con Romero Mesa, su más aventajado alumno, y otros decoradores de cerámicas como los sevillanos Hermanos Pérez, los también trianeros Mensaque, y el grupo talaverano del círculo de Ruiz de Luna, con Fidel Blanco a la cabeza.

## Homenajes
En 2012, el Ayuntamiento de Talavera de la Reina anunció dedicarle a Guijo una calle, en su memoria.